# Lamborghini L140 V10 Italdesign Calà
La Lamborghini Calà è una concept car sportiva a due posti realizzata dalla casa automobilistica italiana Lamborghini nel 1995.

## Sviluppo
Realizzata dalla Italdesign di Giorgetto Giugiaro, trae il suo nome da un'esclamazione della lingua piemontese che significa "scesa o sceso" probabilmente riferito alla cilindrata o al numero di cilindri (entrambi inferiori alla coeva Lamborghini Diablo) oppure "cala!" diminuisci le pretese, sempre riferito alla più blasonata vettura della casa bolognese. Venne presentata per la prima volta al pubblico presso il salone dell'automobile di Ginevra del 1995.

## Tecnica
La Calà è alimentata da un motore V10 centrale da 3,9 litri di cilindrata e una potenza di 300 kW (408 CV) a 7200 giri/min; motore nato nel 1988 per il prototipo P 140 che Audi rispolvererà, aggiornandolo e aumentandone la cilindrata, per impiegarlo su Gallardo, R8 ed altri modelli S o RS della sua gamma. La potenza viene trasmessa tramite un cambio a sei marce manuale all'asse posteriore. Da 0 a 100 km/h la vettura accelera in circa 5 secondi, mentre la velocità massima è di circa 290 km/h.